# Bibliothèque du Film
Bibliothèque du Film, zkráceně BiFi (česky Knihovna filmu) je francouzská knihovna specializovaná na kinematografii se sídlem v Paříži. Obsahuje dokumentační centrum, mediotéku a výstavní prostor věnovaný francouzskému a zahraničnímu filmovému dědictví. Její sbírky tvoří knihy a periodika, plakáty, obrazy, fotografie i archivní dokumenty vztahující se k dějinám filmu. V roce 2007 byla knihovna připojena k Cinémathèque française.